# Емісійна туманність

Емісійна туманність NGC 2024 (Туманність Полум'я) в сузір'ї Оріона

Емісійна туманність — це хмара іонізованого газу (плазми), що випромінюють у видимому кольоровому діапазоні спектру. Найбільшим джерелом іонізації у цьому випадку є фотони, що надходять від найближчої гарячої зорі.
Розрізняють декілька типів емісійної туманності. Серед них зони H II, в яких відбувається формування нових зірок. А також планетарні туманності, в яких помираюча зірка скинула свої верхні шари, оголивши своє ядро, яке іонізує їх.